# Этна
Э́тна — стратовулкан в Италии, на восточном побережье Сицилии, недалеко от городов Мессина и Катания. Самый высокий действующий вулкан в Европе. Максимальная высота Этны меняется в результате извержений и обрушений в промежутках между ними. По данным Обсерватории Этны (Италия), с февраля 2021 года высота юго-восточного кратера Этны составляет 3357±3 метра, что является новым рекордом после достигнутой северо-восточным кратером в 1981 году высоты 3350 метров. Этна занимает территорию площадью 1190 квадратных километров, таким образом являясь самым большим активным вулканом Италии, превосходящим своего ближайшего «соперника» — Везувий — более чем в 2,5 раза.
По разным данным, у Этны имеется от 200 до 400 боковых вулканических кратеров, в среднем раз в три месяца из какого-либо кратера извергается лава. Примерно раз в 150 лет извержение разрушает какой-либо посёлок, потому что склоны Этны густо населены, так как благодаря обилию минералов и микроэлементов, содержащихся в остывшей лаве и вулканическом пепле, почва здесь очень плодородна. На склонах Этны выращивают фрукты, оливы, разводят виноградники. Региональное правительство в Палермо в 1981 году создало вокруг Этны национальный заповедник. Благодаря постоянной активности Этна включена в список декадных вулканов ООН. В июне 2013 года на 37-й сессии Комитета вулкан включён в список объектов Всемирного наследия ЮНЕСКО.

## Геология
Этна находится на стыке двух тектонических плит: Африканской и Евразийской. Африканская плита непрерывно дрейфует в сторону Евразийской, погружаясь под неё. Извержения Этны, как и любого стратовулкана, связаны с расплавлением в зоне субдукции уходящей вниз тектонической плиты. Движение Африканской плиты под Евразийскую поднимает последнюю с образованием горных массивов Сицилии. Расплавленная магма достигает поверхности Земли через трещины в Евразийской плите, одной из которых является вулканический канал Этны (см. схему).
В месте столкновения этих двух плит сформировались многие активные вулканы: Санторини, Везувий, вулканы Липарских островов и Этна. Вулканическая деятельность последней началась примерно полмиллиона лет назад извержениями, происходившими ниже уровня моря по отношению к древней береговой линии Сицилии. 300 000 лет назад вулканизм переместился к юго-западу от центрального конуса Этны. 170 000 лет назад вулканическая деятельность заняла современное положение. Извержения того времени создали стратовулкан в сменяющих друг друга взрывных и экспансивных извержениях. Рост высоты вулкана прерывался крупными извержениями, приводившими к обвалу вершины и формированию кальдеры.
Около 35 000—15 000 лет назад тип извержений Этны был взрывным. Извержения приводили к формированию гигантских пирокластических потоков, оставивших после себя обширные пласты лавы. Пепел от этих извержений распространялся иногда на 800 км и далее, его следы можно найти на месте современного Рима.
Примерно 6000 лет назад восточный склон горы откололся и рухнул в море. Оползень оставил большую котловину в стороне вулкана, известного как Валле-дель-Бове (Долина Вола). Исследование, опубликованное в 2006 году, предполагает, что обвал восточного склона привёл к образованию гигантского цунами, следы которого можно найти в разных местах Восточного Средиземноморья. Вероятно, цунами было причиной массового бегства жителей из поселения Атлит-Ям (Израиль), находящегося теперь ниже уровня моря. Нечто подобное произошло в наши дни, во время извержения в 1956 году вулкана Безымянный в СССР и в 1980 году вулкана Сент-Хеленс в США.
Крутые стены Валле-дель-Бове неоднократно обрушались, а слои застывшей лавы, виднеющиеся в стенах долины, помогают исследовать вулканическую историю Этны.
Следующее обрушение вершины Этны предположительно произошло около 2000 лет назад, сформировав малую кальдеру. Эта кальдера была почти полностью заполнена лавовыми потоками последующих извержений, но всё ещё определяется как хорошо видимая трещина в наклоне горы около основания современного конуса.
Помимо основного кратера, Этна имеет 300—400 боковых. После окончания извержения застывающая лава формирует в кратере прочную пробку, через которую новый лавовый поток при последующих извержениях пробиться уже не может. При возникновении новых извержений ему проще образовать кратер в новом, свободном от застывшей лавы месте. В частности, боковой кратер одного из наиболее крупных извержений в 2002—2003 годах, около Торре-дель-Филозофо, находится на 450 метров ниже вершины Этны.
По мнению вулканологов, «дружелюбный вулкан» (как называют Этну местные жители) меняется. В недавнем прошлом характер Этны был довольно спокойным, однако теперь, согласно журналу «Фокус», «поведение вулкана, который считали активным, но неопасным, становится всё более подозрительным». Французские и итальянские исследователи предупреждают, что «характер извержений Этны меняется от эффузивного, при котором лава изливается на поверхность медленно и выделяется немного газов, к эксплозивному, взрывному».

## История некоторых извержений
- 1226 год до н. э. — первое исторически доказанное извержение Этны[8].
- 475 год до н. э. — известно по свидетельствам Пиндара и Эсхила (в «ЭСБЕ» 477 до н. э.[2]).
- 396 год до н. э. — извержение спасло города Катания и Сиракузы от захватчиков-карфагенян.
- 44 год до н. э. — большое извержение, пепел затмил небо над Римом (и значительно испачкал белокаменные здания города). В результате наблюдались плохие урожаи во всём средиземном регионе вплоть до Египта.
- 122 год — Этна почти стёрла с лица земли город Катания.
- 1169 год — мощное извержение[2] и землетрясение, примерно 15 тысяч погибших.
- 1669 год — лава уничтожила 15 населённых пунктов. Жители Катании пытались отвести потоки лавы, но она двинулась на запад и угрожала городу Патерно. Между жителями городов произошла схватка, поток лавы вновь устремился к Катании и преодолел городские стены, 27 тысяч жителей города лишились своих домов. Число погибших по разным оценкам составило от 15 до 100 тысяч человек. Извержение изменило очертания берега: замок Урсино, ранее стоявший у самого моря, оказался в 500 метрах от воды. После этого извержения вмешательство в естественный поток лавы в Италии было официально запрещено, и этот закон оставался в силе сотни лет[9][10].
- 1689 год, 14 марта[11].
- 1702 год, 8 марта[11].
- 1886 год
- 1892 год — в ходе извержения на склоне горы возникли пять конусов, известных как Сильвестри. Лава заливает приморский город Маскали (1928)
- 1910 год — посёлок Борелло едва избежал уничтожения от масс лавы.
- 1928 год — поток лавы уничтожил приморский городок Маскали[12], а также опустошил 770 га сельскохозяйственных площадей[9]. Легенда гласит, что в это же время произошло чудо — река раскалённой лавы остановилась перед религиозной процессией. В 1950 году в честь этого события была построена часовня, и 30 лет спустя (1980 год) лавовый поток застыл уже перед ней[13][нет в источнике (обс.)].
- 1971 год — разрушение подъёмника.
- 1991—1993 годы — одно из наиболее крупных и продолжительных извержений[9], в апреле 1992 года лавовый поток угрожал городку Дзафферана-Этнеа[14].
- 1992 год — во время извержения вулкана потоки лавы пытались остановить военные США, но их усилия не привели к положительному результату: несколько домов и виноградников всё же были уничтожены лавой[15][16].
- 2001—2002 годы, 2002—2003 годы — активная деятельность вулкана, вновь разрушен подъёмник.
- 2004 год — на юго-восточной стороне широкий поток лавы уничтожил часть окружной автострады.
- 4 сентября 2007 года — около 8 вечера началось сильное извержение.
- 10 мая 2008 года — после полудня прогремел мощный взрыв, несколько рек лавы спустились по восточной стороне вулкана. Извержение продолжалось 4 часа и закончилось к вечеру.
- 3—12 января и май 2011 года — выброс лавы и вулканического пепла. Местные власти были вынуждены закрыть международный аэропорт Катании[17][18].
- С 19 июля 2011 года по июль 2019 года произошло несколько незначительных извержений[19][20]. Одно из них было самым мощным за 20 лет[9], был закрыт международный аэропорт Катании[21][9]
- С 13 по 15 декабря 2020 года[22] произошло извержение из юго-восточного кратера. В ночь с 13 на 14 декабря отмечены три пирокластических потока[23]. Новостные источники характеризуют извержение как интенсивное и зрелищное: фонтаны лавы достигали в высоту 100 метров, а пепел поднимался на 5 километров[24][25].
- 11 февраля 2022 года вулкан начал выбрасывать из юго-восточного кратера огненные фонтаны высотой 600 метров, а также столбы пепла и дым высотой до восьми километров[26].
- Текущая деятельность Этны состоит из непрерывной дегазации вершин, взрывных стромболианских извержений и частых потоков базальтовой лавы. Облака пепла от взрывных извержений особенно опасны для самолётов, поскольку пепел может попасть в реактивный двигатель, расплавиться, движущиеся части покроются слоем стекла, что послужит причиной его остановки[15][27].
- Извержение происходило с 12 ноября по 8 декабря 2023 года[28].
- В 2024 году извержение началось 5 июля, активность вулкана увеличилась 7 июля, и вследствие выброса лавы столб пепла и дыма поднялся на высоту пяти километров над уровнем моря. Измерения при помощи дронов показали, что после серии извержений у вулкана образовалась новая вершина, и высота Этны таким образом увеличилась на 22 метра, составляя теперь 3369 метра[29]. В том же 2024 году в ночь на 4 августа началось очередное извержение Этны: столб пепла поднялся на 10 километров, достиг нескольких населённых пунктов и нарушил работу аэропорта в Катании[30].
- 11 февраля 2025 лава вытекала из юго-восточного кратера[31]. 2 июня 2025 года произошло ещё одно извержение. Облако пепла поднялось до 6,5 километров, на одном из флангов кратера[какого?] произошло обрушение породы, образован пирокластический поток.

- Схема строения стратовулкана
- Этна и гора Рокка Сальватеста в хребте Пелоритани
- Извержение Этны в 2002 году
- Извержение Этны в 2019 году
- Извержения 2002—2003 годов. Поверхность кратера засыпана вулканическим пеплом и камнями
- Кратер Этны в августе 2003 года
- Центральный кратер Этны снаружи. Фумарольные выделения
- Вид на Этну из города Таормина
- Лыжные трассы на склоне Этны
- Дом на засыпанном пеплом склоне Этны, 2014 год

## Кольца дыма
В 1970-е годы над Этной формировались кольца дыма — тороидальные вихревые образования, крайне редкое явление для вулканов. Кольца дыма над Этной стали одним из первых подобных явлений, зафиксированных документально.
В следующий раз кольца дыма наблюдались в 2000, 2013 и 2024 годах.

## Восхождение
Теоретически восхождение на Этну возможно с любой стороны, однако на практике используются три основных маршрута:
- Южный (итал. Etna Sud) проходит через базу Рифуджо Сапиенца (1900 метров), куда из города Катания через Николози один раз в день ходит обычный пригородный автобус. От Рифуджо Сапиенца канатная дорога ведёт на высоту 2500 м.
- Восточный маршрут лежит через деревню Дзафферана-Этнеа и также ведёт к Рифуджо Сапиенца к отметке 1900 м.
- Северный маршрут (итал. Etna Nord) проходит через города Пьедимонте-Этнео и Лингуаглосса и ведёт на базу Пьяно Провенцана. Канатной дороги там нет.

Возможно и самостоятельное пешее восхождение, но рекомендуется нанять гида. Велосипед выигрыша при восхождении не даёт — велосипедист поднимается практически со скоростью пешехода, спускаться можно только по накатанной автобусами дороге. Пешие туристы могут идти как по автобусным дорогам, так и напрямик при условии хорошей видимости. На вершине горы возможен сильный ветер, дождь, туман.
На склонах Этны много кратеров (особенно на восточном склоне): неактивных, полуактивных (выпускающих дым) и активных в разное время.
Общедоступных точных карт склонов Этны не существует, да они и невозможны — после каждого крупного извержения рельеф местности меняется. Однако существуют приблизительные карты, как бумажные, так и для GPS-навигаторов.

## Мифология
Согласно мифологической традиции, Афина в битве олимпийских богов и гигантов (гигантомахии) придавила бессмертного гиганта Энкелада этой горой. Энкелад иногда пытается выбраться на поверхность, и тогда, по представлениям древних, вулкан просыпается, и начинается извержение. По Вергилию, в пещерах Этны обитали циклопы (в том числе и Полифем). Около горы жила нимфа Этна.
По другой версии считается, что здесь томятся в оковах гиганты, объявившие войну олимпийцам, чтобы отомстить за гибель братьев — титанов. На этом же вулкане жил бог Гефест.
Древнегреческий историк Диоген Лаэртский в главе 8 своей знаменитой книги «О жизни, учениях и изречениях знаменитых философов» приводит рассказ, что философ Эмпедокл Акрагантский (V век до н. э.) покончил с собой, бросившись в кратер Этны. Сделал он это для того, чтобы его почитали как бога.